# Хисо
Хисо (груз. ხისო) — нежилое село в Грузии. Находится в Ахметском муниципалитете края Кахетия. Расположено на правом берегу реки Хисос-Алазани в 44 км к северо-востоку от города Ахмета и в 45 км к северу от Телави.
Высота над уровнем моря составляет 1750 метров. По данным на 1970-е и на 2002 год, в селе не было постоянного населения.
В советское время село Хисо входило в Омалойский сельсовет Ахметского района.